# Jagodostan

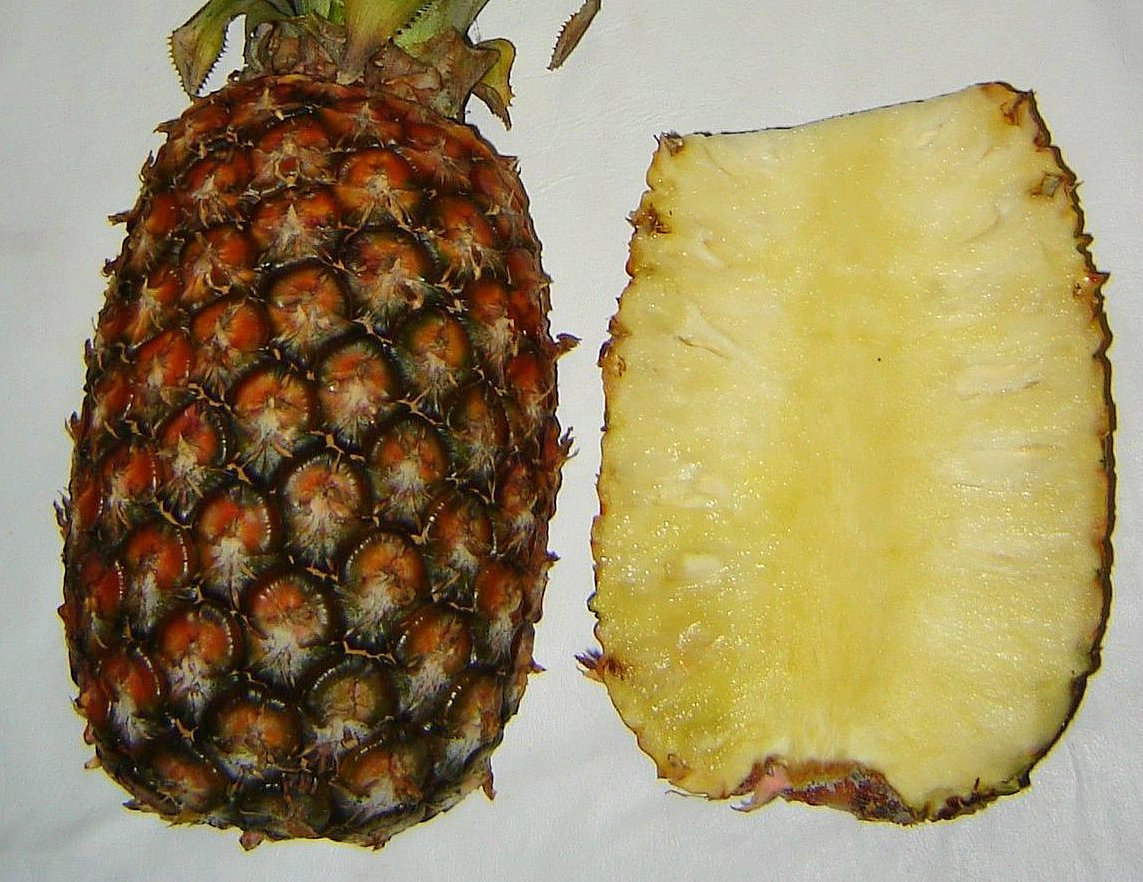
Jagodostan ananasa jadalnego

Jagodostan – rodzaj owocostanu, w którym poszczególne owoce, w tym wypadku jagody, są zrośnięte w wyraźnie wyodrębniający się fragment pędu. Przykładem jagodostanu jest część jadalna ananasa. U roślin z tego rodzaju jagody są zrośnięte w jeden organ wraz z mięsistą osią pędu i mięsistymi przysadkami.